# شبکه خدمات
شبکه خدمات ساختاری است که چندین موجودیت را برای ارائه یک سرویس خاص گرد هم می‌آورد. به عنوان مثال، یک سازمان ممکن است برای ارائه خدمات پس از فروش به شخص ثالث (مشتری) با سازمان دیگری (تأمین کننده) قرارداد فرعی ببندد. البته این سازمان ممکن است از بیش از یک تأمین کننده استفاده کند. همچنین، تأمین کننده ممکن است در شبکه‌های دیگر نیز شرکت کند. به‌طور کلی منطق یک شبکه خدماتی این است که هر سازمان، بر کاری که به بهترین شکل انجام می‌دهد تمرکز کند.
از مزایای شبکه خدمات می‌توان به افزایش قابلیت دسترسی به خدمات، بهبود کیفیت خدمات، کاهش هزینه‌ها و افزایش رقابت‌پذیری اشاره کرد. همچنین، این شبکه‌ها می‌توانند به ایجاد ارتباطات و تعاملات بین شرکت‌ها کمک کنند و باعث توسعه و رشد صنایع مختلف شوند. به عنوان مثال، در صنعت حمل و نقل، شرکت‌های حمل و نقل، شرکت‌های حمل و نقل ریلی، هوایی و زمینی می‌توانند با یکدیگر همکاری کنند تا یک سامانه حمل و نقل یکپارچه را برای مشتریان ارائه دهند. همچنین، در صنعت بانکداری، شرکت‌های مختلف می‌توانند با یکدیگر همکاری کنند تا خدمات بانکی متنوعی را به مشتریان ارائه دهند و …

شبکه خدمات همچنین می‌تواند به عنوان مجموعه ای از افراد و اطلاعات که در اینترنت گرد هم آمده‌اند برای ارائه یک سرویس خاص یا دستیابی به یک هدف تجاری مشترک تعریف شود. در واقع این شبکه خدمات طوری طراحی می‌شود که از خرد جمعیت و تمایل طبیعی انسان‌ها برای به اشتراک گذاشتن اطلاعات و همچنین همیاری و همکاری آنها با یکدیگر به گونه ایی استفاده کند که منافع و اهداف مشترکی را به ارمغان بیاورد. در تجارت، ارزش همکاری به وضوح تشخیص داده می‌شود، اما این توانایی اغلب توسط مرزهای سازمانی سفت و سخت و سیستم‌های اطلاعاتی پراکنده مختل می‌شود. یک شبکه خدماتی به کسب و کارها این امکان را می‌دهد تا علیرغم محدودیت‌های ساختارها و سیستم‌های سازمانی مدرن، به مزایای همکاری جمعی پی ببرند.

اصطلاح «شبکه خدمات» به‌طور فزاینده ای در زمینه ابتکارات نوآوری خدماتی که دانشگاه، تجارت و دولت را در بر می‌گیرد، استفاده می‌شود. برخی از نمونه‌ها عبارتند از:
1. دانشگاه کمبریج و شرکت IBM از اصطلاح شبکه خدمات در مقاله خود، «موفقیت از طریق نوآوری خدمات»[۳] استفاده می‌کنند و آن را در چارچوب شبکه‌های سیستم‌های خدماتی توصیف می‌کنند.
2. شرکت Openwater از اصطلاح شبکه خدمات برای کمک به توصیف و برندسازی پیشنهادات و راه حل‌های محصول خود استفاده می‌کند.[۴]
3. شرکت Ingres از اصطلاح شبکه خدمات به عنوان یک الگوی جدید در خدمات نرم‌افزاری برای فعال کردن مدیریت خدمات فناوری اطلاعات Enterprise 2.0 استفاده می‌کند.[۵]

حال به سراغ برخی از نمونه‌های ایرانی برویم:
1. شرکت ایرانسل، که با همکاری دانشگاه تهران و شرکت توزیع برق ایران (تابان)[۶] شبکه خدمات هوشمند برق را در ایران راه‌اندازی کرده است. این شبکه، امکاناتی مانند خواندن کنتور برق به صورت اتوماتیک، کنترل مصرف برق در ساختمان‌ها و استفاده بهینه از انرژی را فراهم می‌کند.
2. شرکت تلفن همراه ایرانسل، که با همکاری شرکت مخابرات ایران شبکه خدمات ارتباطات همراه را در ایران فراهم کرده است. این شبکه، امکاناتی مانند تماس‌های صوتی و تصویری، ارسال پیامک و دسترسی به اینترنت را برای کاربران فراهم می‌کند.
3. شرکت آسان پرداخت، که با همکاری بانک ملت و سازمان تأمین اجتماعی شبکه خدمات پرداخت الکترونیکی را در ایران ایجاد کرده است. این شبکه، امکان پرداخت قبض‌های خدماتی و عوارض دولتی را به صورت آنلاین و از طریق کارت‌های بانکی فراهم می‌کند.
4. شرکت ایران‌خودرو، که با همکاری دانشگاه صنعتی امیرکبیر و شرکت‌های تولید قطعات خودرو در ایران شبکه خدمات پس از فروش خودرو را راه‌اندازی کرده است. این شبکه، امکاناتی مانند تعمیر و نگهداری خودرو، تأمین قطعات یدکی و ارائه خدمات پس از فروش را فراهم می‌کند.

## شبکه خدمات و نمایندگی بین‌المللی
یکی از نمودهای واضح شبکه خدمات را می‌توانید در نمایندگی شرکت‌های بزرگ در کشورهای مختلف ببینید. به‌طور کلی یک شرکت به دلایل زیر اقدام به راه اندازی نمایندگی در کشورهای دیگر می‌کند:
1. دسترسی به بازارهای جدید: با داشتن نمایندگی در کشورهای دیگر، شرکت قادر است به صورت مستقیم با مشتریان جدید در این بازارها ارتباط برقرار کند و خدمات خود را به آنها ارائه دهد. این به شرکت اجازه می‌دهد تا به بازارهای جدید و پتانسیل بالایی دسترسی پیدا کند و درآمد خود را افزایش دهد.
2. بهبود خدمات محلی: با داشتن نمایندگی در کشورهای دیگر، شرکت قادر است به خدمات محلی و نیازهای مشتریان در آن منطقه توجه بیشتری کند. این به شرکت اجازه می‌دهد تا خدمات خود را بر اساس فرهنگ و عادات مشتریان محلی سفارشی کند و ارزش افزوده بیشتری را به مشتریان خود ارائه دهد.
3. بهبود توزیع و تحویل: با داشتن نمایندگی در کشورهای دیگر، شرکت می‌تواند فرایند توزیع و تحویل خود را بهبود بخشیده و به مشتریان خود در سراسر جهان خدمات بهتری ارائه دهد. این شامل کاهش زمان تحویل، کاهش هزینه‌های حمل و نقل و بهبود کیفیت خدمات است.
4. بهبود توزیع و تحویل: با داشتن نمایندگی در کشورهای دیگر، شرکت می‌تواند فرایند توزیع و تحویل خود را بهبود بخشیده و به مشتریان خود در سراسر جهان خدمات بهتری ارائه دهد. این شامل کاهش زمان تحویل، کاهش هزینه‌های حمل و نقل و بهبود کیفیت خدمات است.

### مراحل راه اندازی نمایندگی برای یک شرکت خارجی
1. تحقیق و بررسی: اولین قدم برای یک شرکت خارجی برای داشتن نمایندگی در یک کشور دیگر، تحقیق و بررسی بازار و قوانین مربوطه است. باید بازار هدف خود را بشناسید و قوانین و مقررات مربوط به تجارت خارجی و نمایندگی در کشور هدف را بررسی کنید.
2. پیدا کردن نماینده محلی: برای داشتن نمایندگی، بهتر است یک نماینده محلی پیدا کنید. این شخص یا شرکت باید بازار محلی را بشناسد و تجربه کافی در تجارت بین‌المللی داشته باشد.
3. انجام مذاکرات: پس از پیدا کردن نماینده محلی، مذاکرات با او را شروع کنید. در این مذاکرات، شرایط و قوانین همکاری، نحوه توزیع محصولات، قراردادها و سایر جزئیات مربوطه باید مورد بحث و توافق قرار گیرد.
4. تأسیس شرکت مشترک: یک راه معمول ایجاد شرکت مشترک با نماینده محلی است. در این روش، شرکت خارجی و نماینده محلی به صورت همکاری در یک شرکت جدید عضو می‌شوند و سهامداران آن را تشکیل می‌دهند.
5. راه اندازی شبکه توزیع: با تأسیس شرکت مشترک، می‌توانید شبکه توزیع در کشور هدف را راه اندازی کنید. این شبکه می‌تواند شامل فروشگاه‌ها، نمایندگان، عاملان و سایر کانال‌های فروش باشد.

با تأسیس یک شرکت مشترک و راه اندازی شبکه توزیع، یک شرکت خارجی می‌تواند یک شبکه درست کند که بتواند محصولات و خدمات خود را به صورت مؤثر در بازار هدف عرضه کند. البته، برای موفقیت در بازار هدف، شرکت خارجی باید با قوانین و عرف‌های محلی آشنا باشد و استراتژی‌های مناسب را برای ورود به بازار اجرا کند.

### چند مثال از نمایندگی شرکت‌های خارجی در ایران
مثال‌هایی از شرکت‌های خارجی که در ایران نمایندگی دارند و از شرکت‌های ایرانی برای همکاری استفاده می‌کنند عبارتند از:
1. شرکت آمریکایی کوکاکولا با شرکت ایرانی به نام خوشگوار همکاری می‌کند و محصولات نوشابه خود را در ایران توزیع می‌کند.

این مثال‌ها نشان می‌دهند که شرکت‌های خارجی برای داشتن نمایندگی در ایران از شرکت‌های ایرانی بهره می‌برند و با تشکیل شرکت مشترک و راه‌اندازی شبکه توزیع، قادرند محصولات و خدمات خود را در بازار ایران عرضه کنند.

## تاریخچه
همان‌طور که احتمالاً می‌دانید اقتصاد جهان به سرعت از کشاورزی و تولید به سمت خدمات تغییر می‌کند. برای مثال زمانی که ایالات متحده اعلام استقلال کرد، ۹۰ درصد اقتصاد جهان در بخش کشاورزی بود. اما امروزه، بخش خدمات تقریباً ۸۰ درصد از اقتصاد ایالات متحده را تشکیل می‌دهد. اما برخلاف رشته‌های سنتی مانند علوم کامپیوتر و مهندسی، نوآوری و سرمایه‌گذاری در جهت نوآوری خدمات از لحاظ تاریخی با رشد آن همگام نبوده است!
با این حال، در سال ۲۰۰۷، شتاب و سرمایه‌گذاری در نوآوری خدمات به‌طور چشمگیری رشد کرد و ایجاد و تکامل شبکه‌های خدماتی به‌طور جدی همراه با بسیاری از ابتکارات خدمات دیگر آغاز شد.

## سرمایه‌گذاری در نوآوری خدمات
سرمایه‌گذاری در نوآوری خدمات شامل، اما محدود به شبکه‌های خدمات نیست.
- مجله Business Week در مقاله ای به تاریخ ۲۹ مارس ۲۰۰۷ از نوآوری خدمات به عنوان پدیده بزرگ بعدی یاد کرد.[۹]
- IBM سرمایه‌گذاری هنگفتی را در علم، مدیریت و مهندسی خدمات (SSME) به عنوان ابزاری برای ترغیب دانشگاه‌ها، صنعت و دولت‌ها به منظور تمرکز بیشتر و سیستماتیک تر در مورد نوآوری در بخش خدمات انجام می‌دهد.
- دانشگاه‌ها شروع به ایجاد برنامه‌های تحصیلی پیرامون علوم خدماتی کرده‌اند. دانشگاه ایالتی میسوری و IBM در ۱۹ سپتامبر ۲۰۰۷ اولین مدرک لیسانس علوم (BS) در مدیریت خدمات فناوری اطلاعات در ایالات متحده را اعلام کردند.[۱۰]
- شرکت‌های نرم‌افزاری با فناوری پیشرفته شروع به راه‌اندازی پلتفرم‌های خدمات نسل بعدی با استفاده از شبکه‌های خدماتی کرده‌اند.[۱۱]
- چندین کنسرسیوم[۱۲] و انجمن خدماتی برای کمک به هدایت نوآوری خدمات در صنعت فناوری پیشرفته همچنان به رشد خود ادامه می‌دهند. اینها شامل کنسرسیوم برای نوآوری خدمات و همچنین جامعه خدمات، تحقیق و نوآوری است.

سرمایه‌گذاری در نوآوری خدمات در ایران نیز تا حدودی انجام شده است. دولت ایران از طریق سازمان نوآوری و ابتکار علم و فناوری (سنا) و سازمان توسعه تجارت ایران (ایدرو) تلاش می‌کند تا برای پشتیبانی از نوآوری در خدمات، سرمایه‌گذاری کند. همچنین، برخی دانشگاه‌ها و مراکز تحقیقاتی نیز در زمینه نوآوری خدمات فعالیت می‌کنند و تلاش می‌کنند تا بهبود و توسعه خدمات جدید را ترویج دهند. با این حال، هنوز مسیر طولانی از توسعه و پشتیبانی کافی برای نوآوری در خدمات در ایران طی نشده است و نیاز به بیشترین توجه و سرمایه‌گذاری دارد.

## تحویل و استفاده
شبکه‌های سرویس معمولاً به عنوان یک راه حل آنلاین یا میزبانی شده ارائه می‌شوند، که به آنها به عنوان راه حل نرم‌افزار به عنوان سرویس (SaaS) اشاره می‌شود.

## دیگر منابع
- Andrew McAfee.Enterprise 2.0: The Dawn of Emergent Collaboration (http://www.wikiservice.at/upload/ChristopheDucamp/McAfeeEntrepriseDeux.pdf) MIT Sloan Management Review Spring 2006, Vol.47 No.3
- Cardoso, J. ; Pedrinaci, C. and Leenheer, P. D Open Semantic Service Networks: Modeling and Analysis. In 4th International Conference on Exploring Service Science (IESS 1.3), pages[۱۳]141-154, Springer, LNBIP, Porto, Portugal, ۲۰۱۳.
- Cardoso, J. Modeling Service Relationships for Service Networks. In 4th International Conference on Exploring Service Science (IESS 1.3), pages 114-128, Springer, LNBIP, Porto, Portugal, 2013.[۱۴]
- Cardoso, J. ; Pedrinaci, C. ; Leidig, T. ; Rupino, P. and Leenheer, P. D Open semantic service networks. In The International Symposium on Services Science (ISSS 2012), pages 1–15, Leipzig, Germany, 2012.[۱۵]
- Don Tapscott. Wikinomics (How Mass Collaboration Changes Everything) Penguin Books Ltd, First Published in 2006 by Portfolio, a member of Penguin Group (USA) Inc
- Consortium for Service Innovation. The Adaptive Organization Operational Model

(http://www.serviceinnovation.org/included/docs/library/programs/ao_opmodel_v1.4.pdf)